# نه به نام ما
نه به نام ما (NION) یک سازمان ایالات متحده بود که در ۲۳ مارس۲۰۰۲ برای اعتراض به روند دولت ایالات متحده در پی حملات ۱۱ سپتامبر ۲۰۰۱ تأسیس شد. در ۳۱مارس ۲۰۰۸ منحل شد.

## دو سند کلیدی
سازمان نه به نام ما در اوایل وجود خود دو سند ارائه کرد «پیمان مقاومت» و «بیانیه وجدان» که اعضای سازمان نه به نام ما معتقدند تمرکز و بیان جنبش ضد جنگ ایالات متحده است.

### پیمان مقاومت
پیمان توسط استارهاوک و سائول ویلیامز به سبک شعر آزاد نوشته شده‌است که آغاز می‌شود:
ما معتقدیم که به عنوان افرادی که زندگی می کننددر ایالات متحده این ماستمسئولیت مقاومت در برابر بی عدالتی هاتوسط دولت ما انجام شد، به نام ما

نه به نام ماآیا جنگی بی پایان به راه خواهید انداخت
و نتیجه‌گیری
دنیای دیگری ممکن استو ما متعهد می‌شویم که آن را واقعی کنیم.
این تعهد با آنچه «جنگ بی پایان»، «تزریق خون برای نفت»، تهاجم به کشورهای خارجی، بمباران غیرنظامیان و کشتار کودکان توصیف می‌کند، مخالف است. ادامه می‌دهد: «نه به نام ما/آزادی‌ها را از بین می‌برید/که ادعا کرده‌اید برایش می‌جنگید». تلویحاً دولت بوش را متهم می‌کند که «کل مردم یا کشورها» را «شر» می‌داند و از جمله متعهد می‌شود که «... اتحاد با کسانی/که مورد حمله قرار گرفته‌اند/به دلیل مخالفت با جنگ/یا برای دینشان یا قومیت بوده‌است."
سازمان نه به نام ما در می ۲۰۰۳ توسط سائول ویلیامز با کمک دی جی شبح وار، دی جی گو و کلدکات منتشر شد.

### بیان وجدان

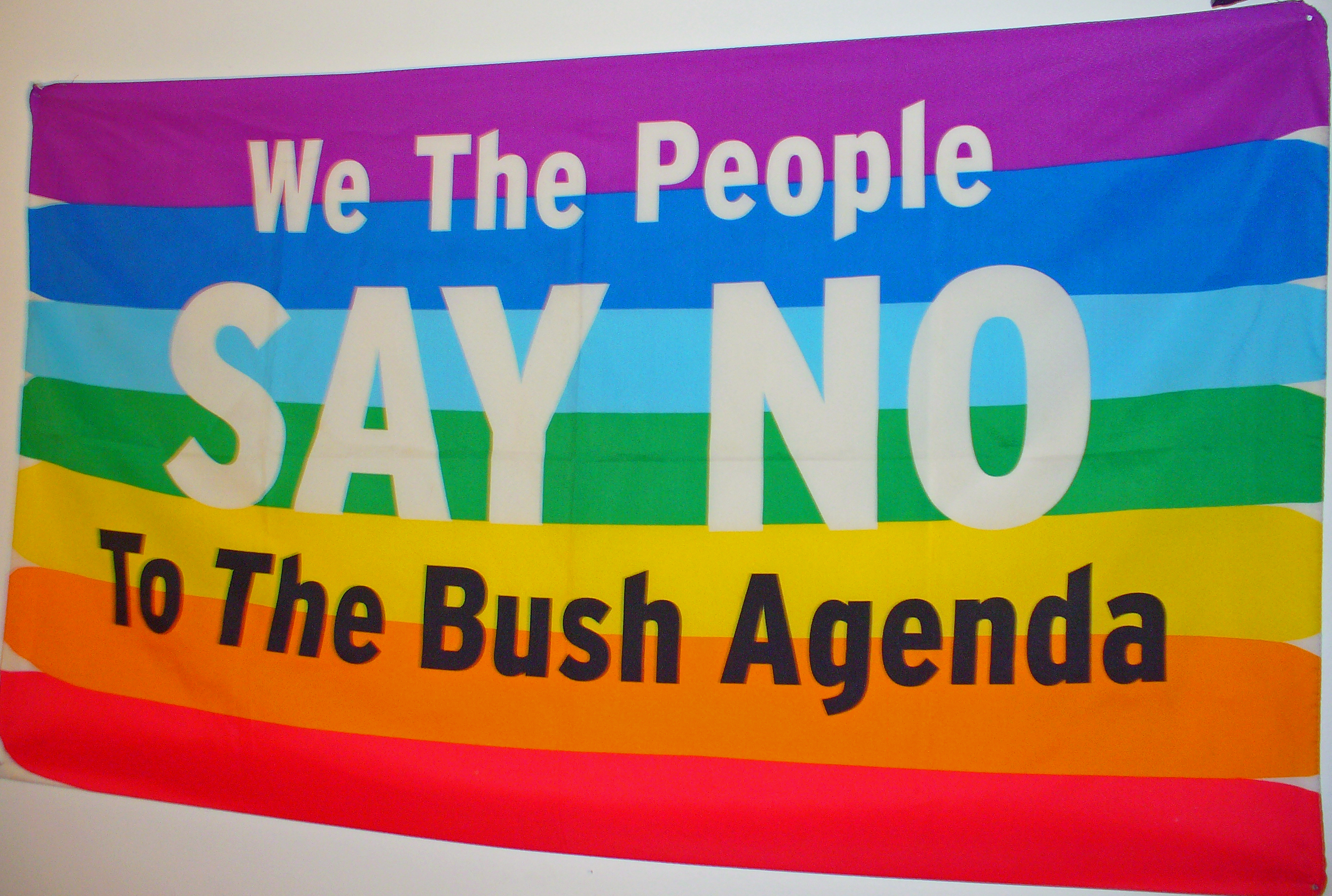
این پرچم‌ها با این بیانیه به نماد بین‌المللی همبستگی تبدیل شدند

«بیانیه وجدان» سازمان نه به نام ما که در بهار۲۰۰۲ پیش نویس شد، ابتدا مجموعه ای از انتقادات از دولت بوش و (در درجه دوم) کنگره ایالات متحده را فهرست می‌کند و از مردم ایالات متحده می‌خواهد که «... در برابر سیاست‌ها و جهت‌گیری‌های سیاسی کلی مقاومت کنند. از ۱۱ سپتامبر۲۰۰۱ ظهور کرده‌اند و خطرات بزرگی برای مردم جهان به همراه دارند.»
از جمله اصول خاصی که در بیانیه مورد حمایت قرار گرفته‌است، حق تعیین سرنوشت برای مردم و ملت‌ها و اهمیت روند قانونی است. این بیانیه "شوک" را از "رویدادهای وحشتناک ۱۱ سپتامبر ۲۰۰۱" بیان می‌کند، اما با یادآوری "صحنه‌های مشابه در بغداد، شهر پاناما، و یک نسل پیش، ویتنام "،عراق را به عنوان "کشوری که هیچ ارتباطی با این کشور ندارد" توصیف می‌کند. وحشت ۱۱ سپتامبر»، و «روح انتقام جویانه» و «فیلمنامه ساده» «خوب در مقابل شر» را ابراز تاسف می‌کند: «به نام ما، دولت بوش، با اتفاق نظر تقریباً کنگره، نه تنها به افغانستان حمله کرد، بلکه به این نام تسلیم شد. خود و متحدانش حق دارند نیروی نظامی را در هر مکان و هر زمان ببارانند."
این بیانیه با اشاره به رفتار دولت آمریکا با مهاجران پس از ۱۱سپتامبر، دولت آمریکا را به ایجاد «دو طبقه از مردم» متهم می‌کند: آنهایی که حداقل حقوق اولیه سیستم حقوقی ایالات متحده به آنها وعده داده شده‌است، و کسانی که اکنون بنظر می‌رسند. به هیچ وجه هیچ حقی نداشته باشد، و «اردوگاه‌های کار اجباری بدنام برای ژاپنی-آمریکایی‌ها در جنگ جهانی دوم» را یادآوری می‌کند.
بااعتراض به «سرکوب» و اشاره به قانون میهن پرستان ایالات متحده بعنوان نماد آن سرکوب، قوه مجریه را به غصب «نقش‌ها و وظایف سایر شاخه‌های حکومت» متهم می‌کند و ادامه می‌دهد: «ما باید بالاترین را در نظر بگیریم. افسران سرزمین وقتی از جنگی که یک نسل طول می‌کشد صحبت می‌کنند و وقتی از نظم داخلی جدید صحبت می‌کنند، جدی می‌گیرند. ما با یک سیاست علنا امپراتوری جدید در قبال جهان و با یک سیاست داخلی روبرو هستیم که ترس را برای محدود کردن حقوق ایجاد می‌کند و دستکاری می‌کند.»
سازمان نه به نام ما خواستار جنبش مقاومت است: "پرزیدنت بوش اعلام کرده‌است: "شما یا با ما هستید یا علیه ما." پاسخ ما این است: ما به شما اجازه نمی‌دهیم به‌جای همه مردم آمریکا صحبت کنید. ما از شرکت در این جنگ‌ها خودداری می‌کنیم و هر گونه استنباط مبنی بر اینکه این جنگ‌ها به نام ما یا برای رفاه ما انجام می‌شود را رد می‌کنیم.." به عنوان الهام نشان می‌دهد. نیروهای ذخیره اسراییلی که با ریسک شخصی بزرگ، اعلام می‌کنند «حدی وجود دارد» و از خدمت در اشغال کرانه باختری و غزه امتناع می‌ورزند»، طرفداران الغا، و «کسانی که از جنگ ویتنام سرپیچی کردند» و نتیجه می‌گیرد: «ما مقاومت خواهیم کرد. ماشین جنگ و سرکوب و جمع کردن دیگران برای انجام هر کاری برای متوقف کردن آن.»

### امضا کنندگان
وب‌سایت سازمان نه به نام ما طیف گسترده‌ای از امضاکنندگان این تعهد را فهرست می‌کند و فقط کسانی را که قبل از ۱۷ ژوئیه ۲۰۰۲ امضا کرده‌اند فهرست می‌کند.

## ۲۰۰۵ بیانیه وجدان
سازمان نه به نام ما در ژانویه ۲۰۰۵ بیانیه وجدان به روز شده‌ای را صادر کرد و مخالفت خود را به مناسبت روی کار آمدن مجدد جورج دبلیو بوش به عنوان رئیس‌جمهور ایالات متحده ابراز کرد.

## شعارها
این گروه در سخنان خود از عبارات زیر استفاده می‌کند:
- نه به خواست ما
- نه به نام ما
- نه به دل ما
- من به دستور کار بوش نه می‌گویم
- بدون جنگ در جهان
- بدون محدودیت دولتی پلیس
- بدون جمع‌آوری و بازداشت

## جنجال‌ها

### نقش در جنبش ضد جنگ
مشابهی جزئی برای تأسیس «نه به نام ما» (NION) تأسیس ائتلاف ضد جنگ است. ائتلاف پاسخ در ۱۴ سپتامبر ۲۰۰۱، در آستانه تهاجم ایالات متحده به افغانستان، عمدتاً توسط اعضای حزب جهانی کارگران (WWP) تأسیس شد. سازمان نه به نام ما در ۲۳ مارس۲۰۰۲ عمدتاً توسط اعضای حزب کمونیست انقلابی (RCP) تأسیس شد که همچنان در میان رهبری آن برجسته است. (در سال ۲۰۰۵، چهار سال پس از تأسیس، حزب سوسیالیسم و آزادی، شاخه ای از حزب جهانی کارگران، نفوذ برجسته تری نسبت به حزب جهانی کارگران در رهبری ائتلاف پاسخ پیدا کرد)
با این وجود، بر خلاف ائتلاف پاسخ، سازمان نه به نام ما دارای مجموعه گسترده‌ای از تأیید کنندگان است و به طور کلی به عنوان یک مشارکت کننده در جنبش گسترده‌تر ضد جنگ در نظر گرفته می‌شود. مقاله اکتبر۲۰۰۲ توسط مایکل آلبرت و استفان آر. شالوم در مجله ضد در میان عبارات منتقدان ضد جنگ حزب کمونیسم انقلابی معمول است که، علیرغم منشأ آن، سازمان نه به نام ما یک مشارکت کننده در جنبش است. پس از انتقاد از حزب کمونیسم انقلابی برای داشتن موقعیت‌های مختلفی که آلبرت و شالوم آن را نفرت‌انگیز می‌دانند، سپس می‌نویسند: «با وجود این دیدگاه‌ها، حزب کمونیسم انقلابی موقعیت‌های خاص خود را در سازمان نه به نام ما به اندازه‌ای که مرکز اقدام بین‌المللی در ائتلاف پاسخ انجام می‌دهد، تحت فشار قرار نمی‌دهد. به عنوان مثال، در حالی که وب سایت ائتلاف پاسخ مواردی مانند…[یک] پس زمینه مرکز اقدام بین‌المللی در افغانستان را ارائه می‌دهد، وب سایت سازمان نه به نام ما و مواضع عمومی آن هیچ ارتباطی با دیدگاه‌های گاهی عجیب و غریب حزب کمونیسم انقلابی ندارند." این در طیف وسیعی از امضاکنندگان «بیانیه وجدان» آنها منعکس شده‌است.
همچنین، سازمان نه به نام ما خود اکنون عضو یک ائتلاف گسترده‌تر متحد برای صلح و عدالت است که در اکتبر۲۰۰۲ (یک سال پس از ائتلاف پاسخ) توسط افراد و گروه‌هایی که به دنبال مهار نفوذ ائتلاف پاسخ در جنبش ضد جنگ هستند، تأسیس شد.
نمونه ای از تمایل سازمان نه به نام ما برای همکاری زمانی رخ داد که آنها تعلیق ملی خود را در برابر جنگ همزمان با اعتصاب دانشجویی «کتاب‌ها نه بمب» در ۵ مارس۲۰۰۳ که توسط ائتلاف ملی جوانان و دانشجویان صلح برگزار شد، به تعویق انداختند.

### اهدایی از لری فلینت
در ۲۰۰۴, رابرت کورسینی، سازمان نه به نام ما حمایت لری فلینت، ستاره فیلم پورنوگرافی هاردکور، را برای حمایت از یکی از کمپین‌های خود اعلام کرد. اورا بوگادو یک تهیه‌کننده فمینیستی رادیو و مجری اخبار شرکت کی پف کندی به صورت خصوصی از طریق ایمیل اعتراض کردند و خواستار حذف از لیست سازمان شدند.

## پیشینیان نام
قبل از تأسیس نه به نام ما، دیگر گروه‌های ضد جنگ از این نام استفاده می‌کردند، از جمله گروهی از خانواده‌هایی که قربانی حمله ۹–۱۱ مرکز تجارت جهانی شدند و جوانان یهودی معترض به سیاست‌های اسرائیل در سرزمین‌های فلسطینی. «نه به نام ما» نیز شعاری است که توسط ائتلاف جنگ را متوقف کنید انگلستان استفاده می‌کند. «نه به نام ما» همچنین یک طومار است که توسط مسلمانان توسط شورای روابط آمریکایی-اسلامی امضا شده‌است، که در آن آنها می‌گویند «به نام مسلمانان نیست» که رهبران تروریستی مانند اسامه بن لادن و همبالی این ادعاها را مطرح می‌کنند.